# Boucle du Mouhoun
Boucle du Mouhoun is een van de dertien bestuurlijke regio's van Burkina Faso. De regionale hoofdstad is Dédougou. De regio werd gecreëerd op 2 juli 2001. De naam Boucle du Mouhoun betekent bocht in de Mouhoun. De Mouhoun is een rivier die bij Dédougou een bocht van het noorden naar het zuiden maakt.
Boucle du Mouhoun grenst in het noordwesten aan buurland Mali, in het noordoosten aan de regio Nord, in het oosten aan de regio Centre-Ouest en in het zuiden aan de regio Hauts-Bassins.

## Provincies
Boucle du Mouhoun is onderverdeeld in zes provincies:
- Balé
- Banwa
- Kossi
- Mouhoun
- Nayala
- Sourou

Deze zijn op hun beurt verder onderverdeeld in 44 departementen.
Boucle du Mouhoun · Cascades · Centre · Centre-Est · Centre-Nord · Centre-Ouest · Centre-Sud · Est · Hauts-Bassins · Nord · Plateau-Central · Sahel · Sud-Ouest